# Voss (agua)
Voss es un nombre de agua de manantial artesiana[cita requerida] de Noruega, embotellada en el desierto prístino al sur de Noruega. Está disponible en versión agua natural y versión agua carbonatada, en botellas de vidrio (375ml y 800ml) y en botellas de PET (330ml, 500ml y 850ml).
Su característica botella cilíndrica (hecha de vidrio), fue diseñada por Neil Kraft, exdirector creativo de la marca Calvin Klein.

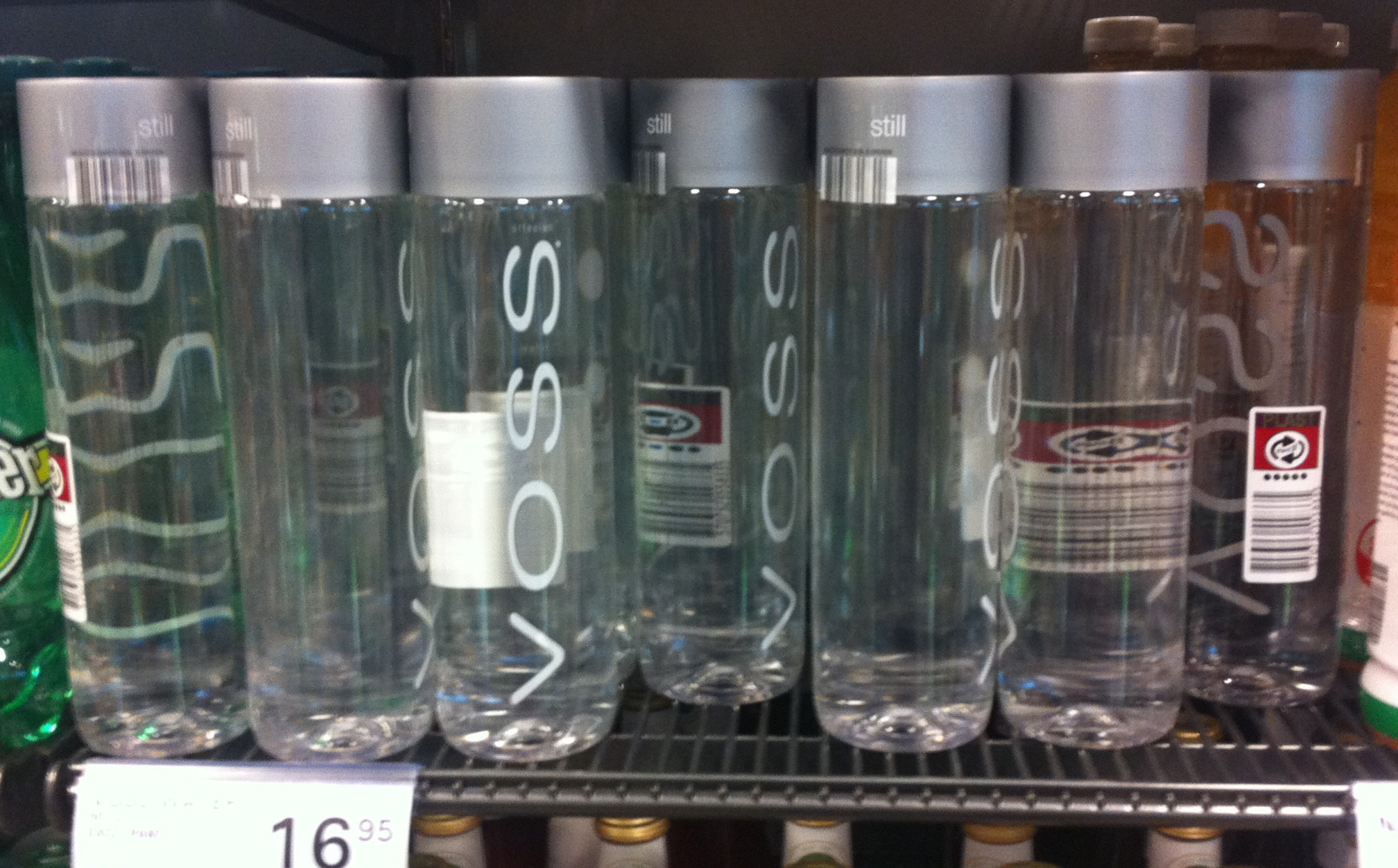
Botella de agua Voss tradicional.

## Historia
La empresa fue fundada en 2001 por Ole Christian Sandberg y Christopher Harlem. En un artículo de 2007 para la revista Women's Health, calificó a Voss como el número 1 entre varias aguas embotelladas. Para el entretenimiento en televisión, en pruebas patrocinadas por la empresa de radiodifusión nacional de Finlandia, Yle, tres expertos en vino con los ojos vendados calificaron el agua de Voss como la más baja de las seis aguas analizadas, incluyendo el agua del grifo público de Helsinki.

## Registro ambiental
La compañía habría tomado una visión referente al ciclo de vida de los gases de efecto invernadero (GEI) para sus productos, utilizando aquellos aceptados a nivel mundial y sin fines de lucro creados por la metodología de carbón.

## Esfuerzos comunitarios
En el 2008, formaron la Fundación Voss que se dedica a proporcionar acceso al agua potable a las comunidades de África (Sáhara).

## En la cultura popular
- En la película Parásitos (película), la familia Park guardan agua VOSS en el frigorífico.
- En la quinta temporada de la serie Entourage, a Vince le ofrece agua VOSS una modelo.
- En el 2002, de acuerdo con el New York Times, Madonna exigió agua Voss durante su gira e incluso rechazo registrarse en un hotel que no tenía la marca.[4][5]
- En la película Click (película de 2006), Benjamin le da agua VOSS a su padre, Michael; cuando le va a dar la noticia de que el abuelo murió.
- En el film Grown Ups, Greg le pide al mozo del restaurante que le traiga agua voss.
- En el Capítulo 3, Temporada 5, de la serie Suits. En el ataque de pánico de Harvey, se sirve agua Voss.
- En el video oficial de la canción "Por vivir la mía" de los raperos mexicanos Hadrian y CESone, las modelos participantes aparecen bebiendo agua Voss.
- En el capítulo 8 de la primera temporada de la serie "El negocio" (HBO), las protagonistas, Karin, Luna y Magali, beben agua Voss, y se mencionan algunas características de la marca.
- En el capítulo 2 de la primera temporada de la serie "Succession" (HBO), el personaje de Kieran Culkin, bebe agua Voss.